# Honda S800
Honda S800 — спортивный автомобиль производства японской компании Honda. Пришёл на смену семейству Honda S600. 

## Описание
Впервые Honda S800 был представлен в 1965 году на Токийском автосалоне. Как и S600, S800 выпускался в кузовах купе и родстер. Автомобиль оснащался рядным четырёхцилиндровым двигателем объёмом 791 см3, мощностью 52 кВт (70 л. с.) при 8000 об/мин. Красная зона — 8500 об/мин, максимальная скорость — 160 км/ч, а расход топлива — 6,7 л/100 км.
Изначально было выпущено 752 родстера и 242 купе. В ранних моделях по-прежнему применялись цепной привод и независимая задняя подвеска. Чуть позже было выпущено 604 родстера и 69 купе. В поздних моделях применяются карданный вал, задний ведущий мост с четырьмя радиусными тягами и тягой Панара, а также передние дисковые тормоза (вместо барабанных).
В 1967 году продажи S800 начались в Великобритании.
В феврале 1968 года был представлен вариант S800M (он же S800MK2) с внутренними дверными ручками скрытого монтажа, боковыми габаритными огнями снаружи, двухконтурными тормозами, карбюратором бедной смеси под капотом и безопасным стеклом. Эти изменения были сделаны для американского рынка, однако официально автомобиль туда не экспортировался.
В мае 1970 года Honda S800 был снят с производства. К окончанию производства было выпущено 11536 экземпляров. До появления модели S2000 в 2000 году компания Honda не выпускала ни одного родстера.

## Галерея

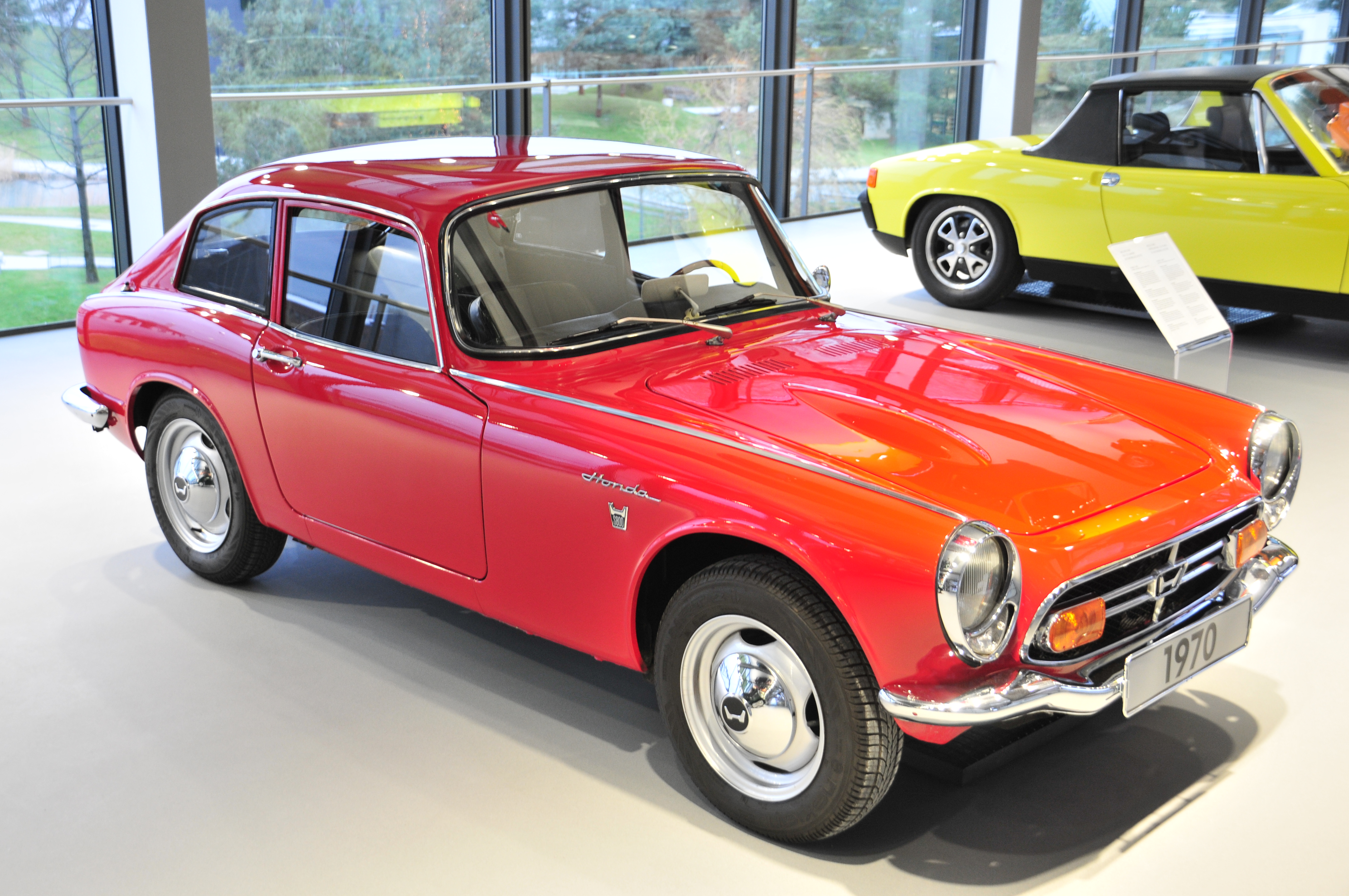
Купе Honda S800 в музее ZeitHaus
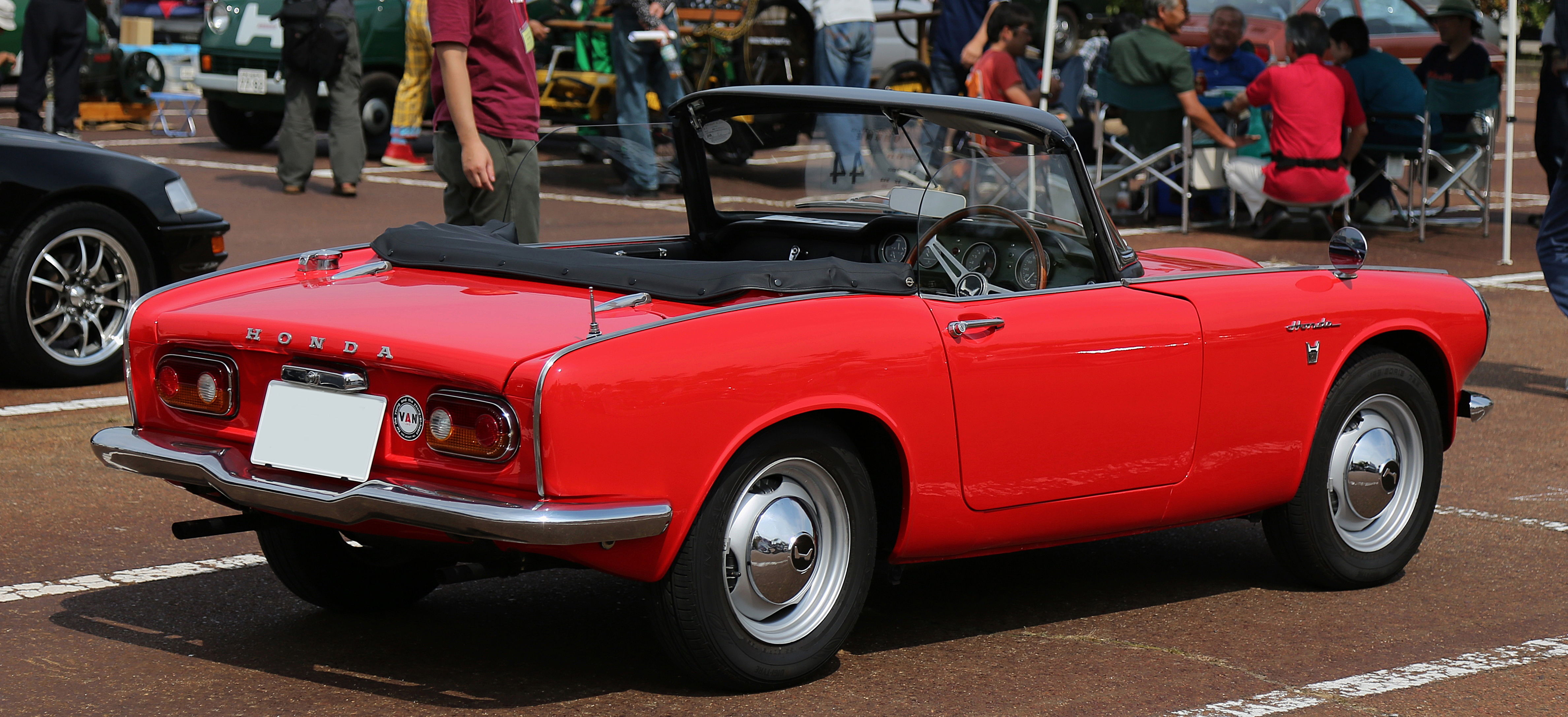
Вид сзади
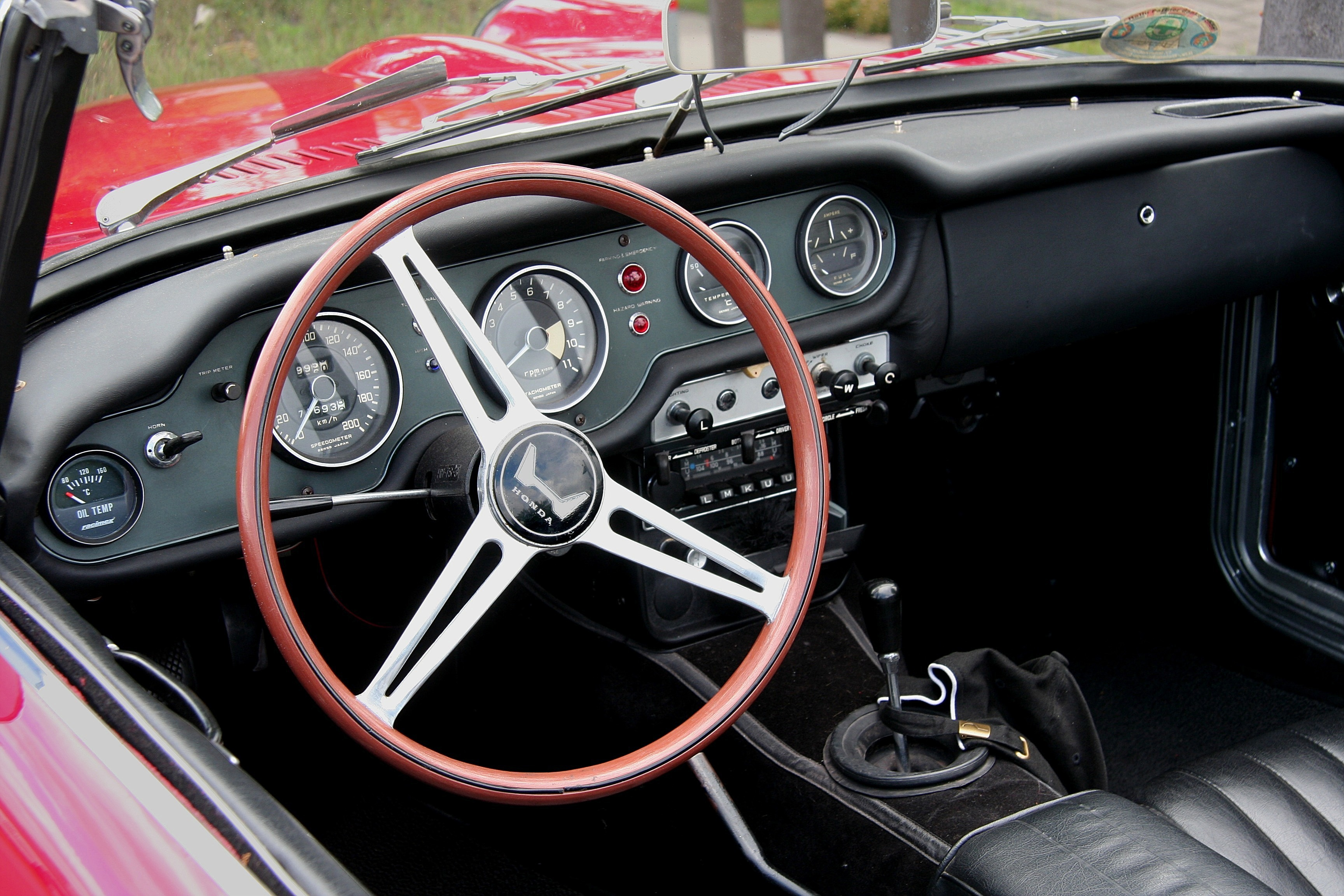
Интерьер
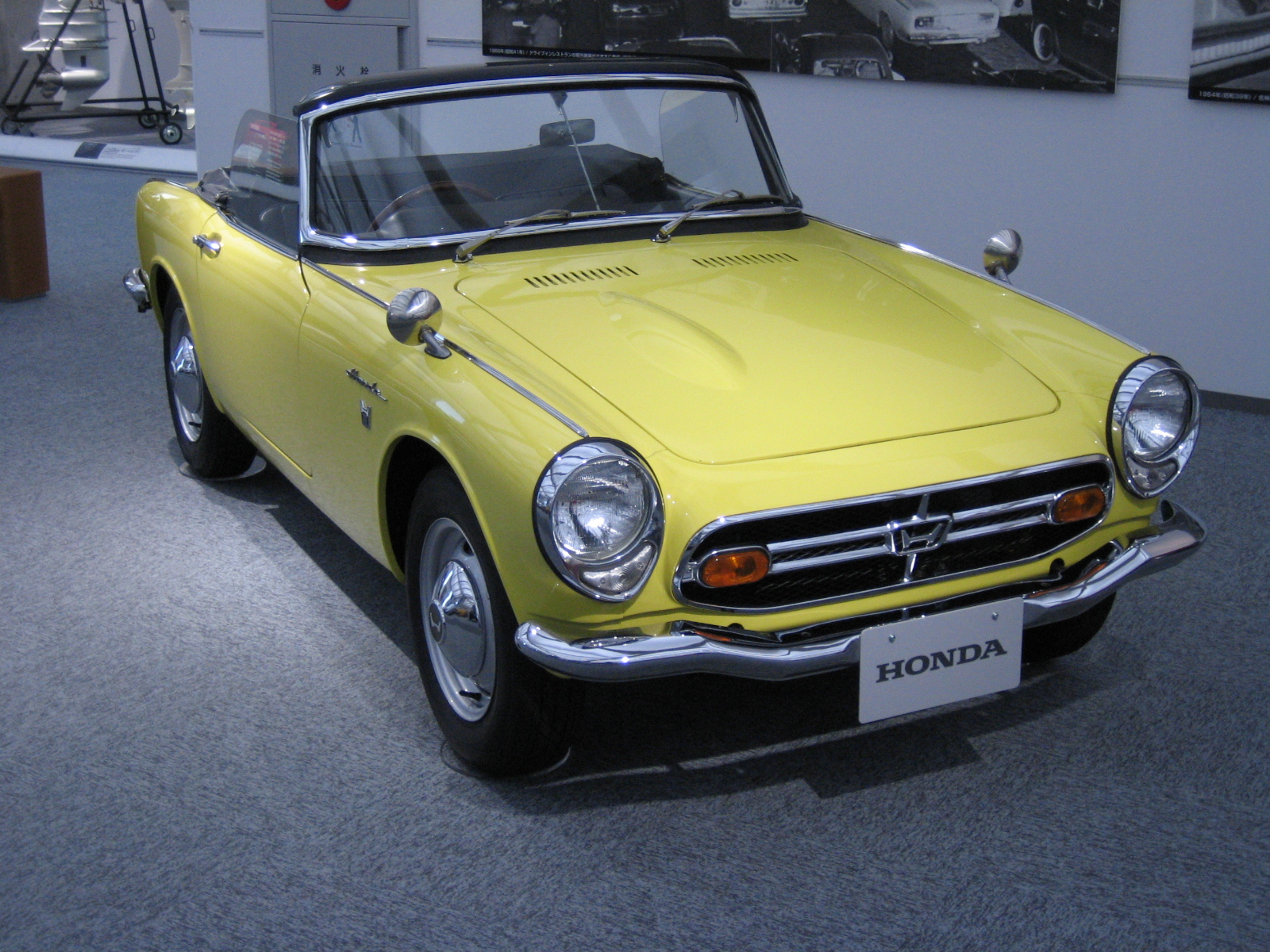
Родстер Honda S800 на выставке Honda Collection Hall в Мотэги
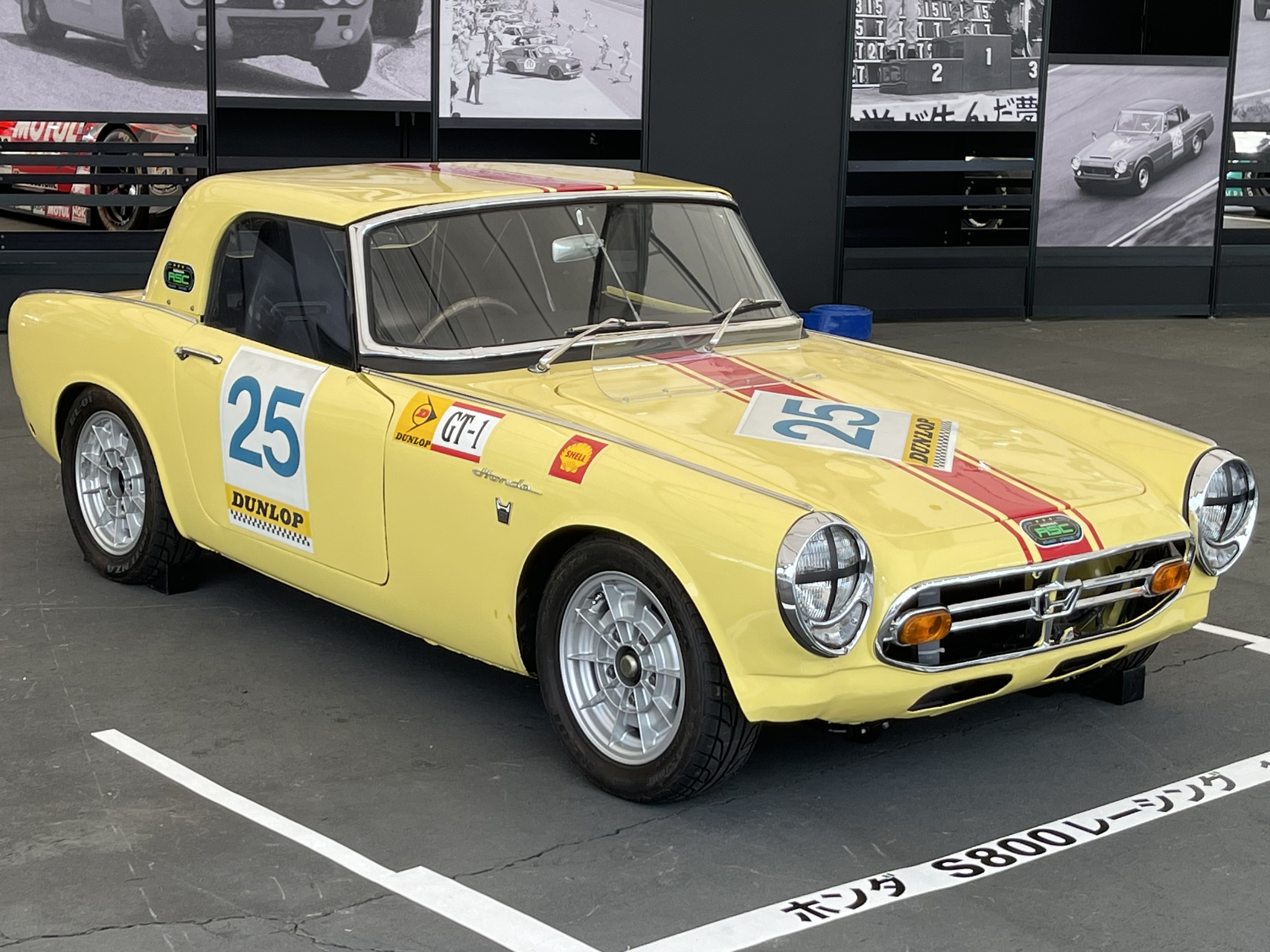
Гоночный автомобиль Honda S800 RSC